# Skeleton nos Jogos Olímpicos de Inverno de 2014 - Masculino
O evento masculino do skeleton nos Jogos Olímpicos de Inverno de 2014 foi disputado no Centro de Sliding Sanki na Clareira Vermelha em Sóchi, entre os dias 14 e 15 de fevereiro.
Alexander Tretiakov, da Rússia, que conquistou a medalha de ouro, foi desclassificado em 22 de novembro de 2017 após ser flagrado no antidoping. No entanto o Tribunal Arbitral do Esporte anulou essa decisão em 1 de fevereiro de 2018 e retornou a medalha ao atleta russo.

## Medalhistas
| Ouro   | RUS Alexander Tretiakov |
| Prata  | LAT Martins Dukurs      |
| Bronze | USA Matthew Antoine     |

## Resultados
| Pos.              | Bib | Atleta                    | 1ª descida | 2ª descida | 3ª descida | 4ª descida | Total   | Diferença |
| ----------------- | --- | ------------------------- | ---------- | ---------- | ---------- | ---------- | ------- | --------- |
| Medalha de ouro   | 5   | RUS Alexander Tretiakov   | 55.95      | 56.04      | 56.28      | 56.02      | 3:44.29 | —         |
| Medalha de prata  | 3   | LAT Martins Dukurs        | 56.18      | 56.37      | 56.26      | 56.29      | 3:45.10 | +0.81     |
| Medalha de bronze | 2   | USA Matthew Antoine       | 56.89      | 56.95      | 56.69      | 56.73      | 3:47.26 | +2.97     |
| 4                 | 4   | LAT Tomass Dukurs         | 57.03      | 57.06      | 56.75      | 56.74      | 3:47.58 | +3.29     |
| 5                 | 8   | RUS Sergey Chudinov       | 56.98      | 57.04      | 56.86      | 56.71      | 3:47.59 | +3.30     |
| 6                 | 17  | RUS Nikita Tregubov       | 57.44      | 56.96      | 56.57      | 56.65      | 3:47.62 | +3.33     |
| 7                 | 6   | CAN John Fairbairn        | 57.34      | 56.92      | 56.91      | 56.96      | 3:48.13 | +3.84     |
| 8                 | 11  | GBR Kristan Bromley       | 57.24      | 57.02      | 57.17      | 56.74      | 3:48.17 | +3.88     |
| 9                 | 7   | GER Alexander Kröckel     | 57.21      | 57.36      | 57.03      | 56.69      | 3:48.29 | +4.00     |
| 10                | 13  | GBR Dominic Parsons       | 57.23      | 57.17      | 57.00      | 56.96      | 3:48.36 | +4.07     |
| 11                | 1   | GER Frank Rommel          | 57.19      | 56.95      | 57.33      | 57.00      | 3:48.47 | +4.18     |
| 12                | 10  | JPN Hiroatsu Takahashi    | 57.53      | 57.10      | 57.13      | 56.98      | 3:48.74 | +4.45     |
| 13                | 14  | CAN Eric Neilson          | 57.41      | 57.01      | 57.25      | 57.10      | 3:48.77 | +4.48     |
| 14                | 16  | AUT Matthias Guggenberger | 57.70      | 57.12      | 57.24      | 56.94      | 3:49.00 | +4.71     |
| 15                | 9   | USA John Daly             | 56.91      | 56.67      | 56.99      | 58.54      | 3:49.11 | +4.82     |
| 16                | 18  | KOR Yun Sung-bin          | 57.54      | 57.02      | 57.90      | 57.11      | 3:49.57 | +5.28     |
| 17                | 23  | AUS John Farrow           | 57.84      | 57.73      | 57.75      | 57.35      | 3:50.67 | +6.38     |
| 18                | 20  | ITA Maurizio Oioli        | 57.69      | 57.27      | 57.85      | 57.87      | 3:50.68 | +6.39     |
| 19                | 15  | AUT Raphael Maier         | 57.83      | 57.51      | 57.95      | 57.57      | 3:50.86 | +6.57     |
| 20                | 26  | NZL Ben Sandford          | 58.00      | 57.75      | 57.79      | 57.67      | 3:51.21 | +6.92     |
| 21                | 12  | USA Kyle Tress            | 57.85      | 58.13      | 57.76      |            | 2:53.74 |           |
| 22                | 19  | JPN Yuki Sasahara         | 58.22      | 58.07      | 57.91      |            | 2:54.20 |           |
| 23                | 22  | GRE Alexandros Kefalas    | 58.20      | 58.33      | 58.22      |            | 2:54.75 |           |
| 24                | 24  | KOR Lee Han-sin           | 58.41      | 58.12      | 58.64      |            | 2:55.17 |           |
| 25                | 27  | ROU Dorin Dumitru Velicu  | 58.72      | 58.44      | 58.91      |            | 2:56.07 |           |
| 26                | 25  | ESP Ander Mirambell       | 58.58      | 58.72      | 58.80      |            | 2:56.10 |           |
| 27                | 21  | IRL Sean Greenwood        | 57.99      | 65.11      | 58.22      |            | 3:01.32 |           |

Legenda
| Recorde mundial      | Recorde mundial (World record)               |                       | Recorde africano                      | Recorde africano (African) |                                           | Q | Classificado por posição (Qualified) |
| Recorde olímpico     | Recorde olímpico (Olympic record)            | Recorde da América    | Recorde da América (Americas)         | q                          | Classificado por melhor tempo (Qualified) |   |                                      |
| Melhor marca do ano  | Melhor marca do ano (World leading)          | Recorde asiático      | Recorde asiático (Asian)              | DNS                        | Não largou (Did not start)                |   |                                      |
| Recorde nacional     | Recorde nacional (National record)           | Recorde europeu       | Recorde europeu (European)            | DNF                        | Não terminou (Did not finish)             |   |                                      |
| Recorde pessoal      | Recorde pessoal do atleta (Personal best)    | Recorde da Oceania    | Recorde da Oceania (Oceania)          | DSQ / DQ                   | Desclassificado (Disqualified)            |   |                                      |
| Recorde da temporada | Recorde da temporada do atleta (Season best) | Recorde sul-americano | Recorde sul-americano (South America) | NM                         | Sem marca (No mark)                       |   |                                      |